# Тараненко Людмила Василівна
Тараненко Людмила Василівна — поетеса, прозаїк, критик. Заслужений працівник культури України.

## Біографія
Народилася 11 жовтня 1948 року в м. Сміла Черкаської області. Закінчила Смілянський технікум харчової промисловості та Черкаський державний педагогічний інститут. Працювала інженером, кореспондентом-організатором Бюро пропаганди художньої літератури у Черкаській області, головним редактором часопису «Холодний Яр». Член НСПУ з 1987 р. Обиралася головою Черкаської обласної письменницької організації (1992—1999 рр.) та секретарем НСПУ.

## Посиллання
- Обласна бібліотека для юнацтва імені Василя Симоненка|Тараненко Людмила Василівна
- Тараненко Людмила на сайті НСПУ